# Nothocissus acrantha
Nothocissus acrantha är en vinväxtart som först beskrevs av Carl Karl Adolf Georg Lauterbach, och fick sitt nu gällande namn av Latiff. Nothocissus acrantha ingår i släktet Nothocissus och familjen vinväxter. Inga underarter finns listade i Catalogue of Life.